# رأس المسخوطة
رأس المسخوطة (بالفرنسية: Cap El Meskhouta) هو رأس ساحلي شمالي الجزائر غربًا، يقع على بعد 8 كم شمال شرقي مدينة شرشال في ولاية تيبازة.

## وصف
يقابل هذا الرأس الساحلي في البحر مجموعة الجزر الثلاثة.

## الطرقات
- الطريق الولائي رقم 109